# Klęśnik czerwonoudy
Artykuł ten został zgłoszony do umieszczenia na stronie głównej w rubryce „Czy wiesz”.
Pomóż nam go sprawdzić: oceń zgłoszoną nominację.
Klęśnik czerwonoudy, klęśnik krasnobiodry (Prostemma  guttula) – gatunek pluskwiaka z podrzędu różnoskrzydłych, rodziny zażartkowatych i podrodziny Prostemmatinae. Zamieszkuje Europę, Afrykę Północną oraz zachodnią i środkową część Azji.

## Taksonomia
Gatunek ten opisany został po raz pierwszy w 1787 roku przez Johana Christiana Fabriciusa pod nazwą Reduvius guttula. Jako lokalizację typową wskazano Niemcy. Do nowego, monotypowego wówczas rodzaju Prostemma przeniósł go w 1832 roku François-Louis Laporte de Castelnau. W 1968 roku Izjasław Kerżner wprowadził podział omawianego taksonu na dwa podgatunki:
- Prostemma guttula asiaticum Kerzhner, 1968
- Prostemma guttula guttula (Fabricius, 1787)

Miejscem typowym dla tego pierwszego jest armeński Erywań.

## Morfologia
Pluskwiak o owalnym w zarysie ciele długości od 7 do 10 mm. Oskórek jest mocno połyskujący i zaopatrzony w odstające włoski.
Barwa głowy jest czarna z połyskiem granatowym. Oczy są niezbyt wyłupiaste, ale duże. Brunatne czułki zbudowane są z czterech członów, z których drugi i trzeci mają jednakową długość. Stosunkowo krótką i grubą, stożkowatą kłujkę również budują cztery człony.
Przedplecze jest dłuższe niż szersze, trapezowate w obrysie, czarne. Kolorystyka tarczki również jest czarna. Półpokrywy u form krótkoskrzydłych zakrywają przednią ⅓ odwłoka i są matowo szkarłatnoczerwone z połyskiem jedynie na szerokim pasie zewnętrznym. U rzadko widywanych form długoskrzydłych półpokrywy mają długość odwłoka i mają barwę jaskrawo czerwoną z czarną plamą na tylnej krawędzi i na ich wewnętrznym styku oraz czarną z białymi kropkami zakrywką. Odnóża są jednolicie czerwone.
Odwłok jest czarny z granatowym połyskiem.

## Biologia i ekologia
Owad ciepłolubny, preferujący otwarte tereny o dość skąpej roślinności. Tryb życia ma skryty. Dzień spędza głównie w rozetkach liściowych, pod kamieniami i w zwartych płatach roślinności. Jest drapieżnikiem, wyspecjalizowanym w polowaniu na larwy i osobniki dorosłe innych, mniejszych pluskwiaków różnoskrzydłych, zwłaszcza z rodzin brudźcowatych, zwińcowatych, ziemikowatych i tarczówkowatych. Ofiary tropi po zapachu. Atakuje przebijając zwykle głowę w okolicy nasady kłujki. Mniejsze pluskwiaki wysysa od razu, większe po ukłuciu ściga dopóki nie znieruchomieją.
Postacie dorosłe obecne są przez cały rok, przy czym aktywne są od wczesnej wiosny do jesieni. Do rozrodu przystępują wiosną, po przezimowaniu. Stadia larwalne obserwuje się od wiosny. Przechodzą przez pięć wylinek. Dorosłość osiągają zwykle w lipcu. 

## Rozprzestrzenienie i zagrożenie
Gatunek palearktyczny, należący do kirgisko-atlantyckiego elementu faunistycznego.
Podgatunek nominatywny w Europie znany jest z Portugalii, Hiszpanii, Andory, Wielkiej Brytanii, Francji, Belgii, Holandii, Luksemburga, Niemiec, Szwajcarii, Liechtensteinu, Austrii, Włoch, Polski, Czech, Słowacji, Węgier, Ukrainy, Mołdawii, Rumunii, Bułgarii, Bośni i Hercegowiny, Serbii, Kosowa, Albanii, Macedonii Północnej, Grecji oraz europejskich części Rosji i Turcji. W Afryce podawany jest z Wysp Kanaryjskich, Maroka, Algierii i Tunezji.
W Polsce znany jest tylko z kilku stanowisk na zachodniej ścianie kraju. Na „Czerwonej liście gatunków zagrożonych Republiki Czeskiej” umieszczony jest jako gatunek bliski zagrożenia wymarciem (NT).
Podgatunek P. g. asiaticum w Europie znany jest z Przedkaukaskiej części Rosji, a w Azji z Gruzji, Armenii, Azerbejdżanu, Cypru, anatolijskiej części Turcji, Syrii, Libanu, Izraela, Jordanii, Iraku, Uzbekistanu, Turkmenistanu, Tadżykistanu, Iranu i Afganistanu.